# Siebenstromländer Schwein
Das Siebenstromländer-Schwein (Russisch: Семиреченская, Semiretschenskaja) ist eine Mehrnutzungsschweinerasse aus dem Siebenstromland (Kasachstan).

## Zuchtgeschichte
Die Rasse wurde ursprünglich unter dem Namen Kasachische Hybride entwickelt, indem man Large White-Wildschwein-Kreuzungen mit Kemerowoer Schweinen kreuzte und diese dann untereinander verpaarte. 1978 wurde die Rasse als Siebenstromländer-Schwein offiziell anerkannt.

## Charakteristika
- Farbe weiß; selten rot, dunkelbraun und schwarzbunt
- Kopf mit geradem Rüssel
- Ohren klein und stehend
- Brust tief
- Körper mäßig lang
- Rücken gerade und breit
- Fundament stark
- Anpassung an das kontinentale Klima Südostkasachstans; keine Überhitzungsneigung und Kälteresistenz
- Langlebigkeit
- Gewicht Sauen 222 kg, Eber 275 kg

Es existieren 9 Eberlinien und 20 Sauenfamilien.

## Vorkommen
Hauptzuchtstationen sind Illijski, Kaskelenski und Raswilnenski im Gebiet Almaty, Buruldaiski und 22. Parteikongress im Gebiet Türkistan, und Rosa Luxemburg im Gebiet Schambyl. Gezüchtet wird weiterhin in den Gebieten Almaty, Schambyl, Türkistan und Qaraghandy in Kasachstan. 1980 betrug die Gesamtzahl 43.000 reinrassige Tiere.

## Quelle
- https://www.fao.org/3/ah759e/AH759E10.htm